# Cedric Teuchert
Cedric Teuchert (ur. 14 stycznia 1997 w Coburgu) – niemiecki piłkarz występujący na pozycji napastnika w amerykańskim klubie St. Louis City SC. W swojej karierze grał także w 1. FC Nürnberg, FC Schalke 04, 1. FC Union Berlin oraz Hannover 96.

## Statystyki kariery
(aktualne na dzień 7 stycznia 2018)
| Klub               | Sezon              | Liga                  | Liga  | Liga   | Puchar Niemiec | Puchar Niemiec | Europa | Europa | Suma  | Suma   |
| Klub               | Sezon              | Liga                  | Mecze | Bramki | Mecze          | Bramki         | Mecze  | Bramki | Mecze | Bramki |
| ------------------ | ------------------ | --------------------- | ----- | ------ | -------------- | -------------- | ------ | ------ | ----- | ------ |
| 1. FC Nürnberg     | 2014/15            | 2. Fußball-Bundesliga | 1     | 0      | 0              | 0              | –      | –      | 1     | 0      |
| 1. FC Nürnberg     | 2015/16            | 2. Fußball-Bundesliga | 4     | 1      | 0              | 0              | –      | –      | 4     | 1      |
| 1. FC Nürnberg     | 2016/17            | 2. Fußball-Bundesliga | 21    | 4      | 2              | 0              | –      | –      | 23    | 4      |
| 1. FC Nürnberg     | 2017/18            | 2. Fußball-Bundesliga | 15    | 6      | 2              | 0              | –      | –      | 17    | 6      |
| 1. FC Nürnberg     | Ogólnie            | Ogólnie               | 41    | 11     | 4              | 0              | 0      | 0      | 45    | 11     |
| FC Schalke 04      | 2017/18            | Bundesliga            | 0     | 0      | 0              | 0              | –      | –      | 0     | 0      |
| FC Schalke 04      | Ogólnie            | Ogólnie               | 0     | 0      | 0              | 0              | 0      | 0      | 0     | 0      |
| Ogólnie w karierze | Ogólnie w karierze | Ogólnie w karierze    | 14    | 0      | 3              | 0              | 0      | 0      | 17    | 0      |